# 圓端家蠶
圓端家蠶（学名：Bombyx rotundapex）为蠶蛾科家蠶屬下的一个种。